# Полско-Пыдарево
Полско-Пыдарево (болг. Полско Пъдарево) — село в Болгарии. Находится в Сливенской области, входит в общину Нова-Загора. Население составляет 439 человек.

## Политическая ситуация
В местном кметстве Полско-Пыдарево, в состав которого входит Полско-Пыдарево, должность кмета (старосты) исполняет Динё Димитров Димитров (КПБ) по результатам выборов правления кметства.
Кмет (мэр) общины Нова-Загора — Николай Георгиев Грозев (Граждане за европейское развитие Болгарии (ГЕРБ)) по результатам выборов в правление общины.